# スティーヴ・ウォルシュ
スティーヴ・ウォルシュ（Steve Walsh、1951年6月15日 - ）は、アメリカ合衆国出身のロック・ミュージシャン。

## 経歴
ミズーリ州セントジョセフ出身。
1974年にプログレッシブ・ロック・バンドであるカンサスのメンバーとしてデビューし、リード・ヴォーカルとキーボードを担当した。1970年代の黄金時代にはケリー・リヴグレン（キーボード、ギター）と共に主要メンバーとして活躍し、曲作りでもリヴグレンと双璧をなした。
1980年からカンサスのメンバーとしての活動と並行してソロ活動を開始。1983年にはカンサスを脱退して「ストリーツ」を結成する。
1986年にカンサスを再結成してアルバム『パワー』を発表するなど、再び中心メンバーとして活躍する。再結成にはリヴグレンは参加しておらず、新メンバーには自ら結成したバンドを率いて活動していたスティーヴ・モーズ（ギター）が含まれ、かつてのサウンドとは大きく異なる。
2014年6月30日、他のメンバーに脱退を表明。
2017年11月22日、約11年ぶりのソロ・アルバム『ブラック・バタフライ』をリリース。